# アナグラ
「アナグラ」は、黒猫チェルシーの1stシングル。2011年11月2日にSony Music Associated Recordsから発売された。

## 解説
2010年5月に、メジャーデビューしてから、初のシングルである。初回限定盤では、赤坂BLITZ公演の模様が収められた、DVDも付属されており、また、シングル通常盤初回プレスには、「銀魂」クリアアナザージャケットが付属されている。

## 収録曲

### CD
（全作詞：渡辺大知、編曲：黒猫チェルシー）
1. アナグラ [3:42]
作曲：澤竜次
テレビ東京系アニメ「銀魂」第19期エンディングテーマ。このエンディングの映像では、キャラクター全員がスーツで登場している。
2. マタタビ [3:29]
作曲：宮田岳
3. NUDE+ TOUR ツアーファイナルワンマンLIVE@赤坂BLITZ 2011.07.09 [19:32]
同年5月に発売した1stアルバム「NUDE+」を中心とした、黒猫チェルシーとして初のワンマン全国ツアー、〈NUDE+ TOUR〉のファイナル、東京・赤坂BLITZでのライブより、5曲分をメドレー方式のライブ音源で収録。

### DVD（初回限定盤にのみ収録）
1. ダイナマイトを握っているんだ
2. ショートパンツ
3. オーガニック大陸
4. ベリーゲリーギャング
5. オンボロな紙のはさみ
6. Hey ライダー
7. 北京ベイベー